# Lambie-Nairn
Lambie-Nairn is een Brits bedrijf dat reclame produceert en beeldmerken ontwerpt, opgericht in 1976 door Martin Lambie-Nairn.
In het Verenigd Koninkrijk is Lambie-Narin vooral bekend van diverse reclamespotjes (waaronder die van telefoniemaatschappij O2) en de vormgeving van de huisstijl van de BBC. In Nederland heeft Lambie-Nairn onder andere de huidige huisstijl voor de NOS ontworpen.